# Helga Deen
(Helga Deen, Kamp Vught)
Helga Deen (Stettino, 6 aprile 1925 – Campo di sterminio di Sobibór, 16 luglio 1943) è l'autrice di un diario - pubblicato postumo nel 2005 con il titolo di Kamp Vught - in cui descrive la sua prigionia in un campo di concentramento nazista durante la seconda guerra mondiale, prima di essere trasferita - assieme alla sua famiglia - nel campo di sterminio di Sobibór, località oggi appartenente al voivodato di Lublino (Polonia).

## Analogie con la vicenda di Anna Frank
La sua vicenda, e quella dei suoi familiari (il padre Willy, la madre Käthe Wolff e il fratello Klaus Gottfried, minore di tre anni, tutti di religione ebraica e abitanti di Tilburg, nel sud dei Paesi Bassi) presenta sorprendenti affinità con quelle di un'altra vittima storica della Shoah, Anna Frank, e anche le due rispettive testimonianze sono state, sia pure con le dovute proporzioni, comparate. Se non altro per l'innegabile valore documentario, ai fini della memoria, di questi scritti (quello di Deen è il terzo diario da un campo di concentramento - ma il primo tenuto da una donna - rinvenuto in Olanda nel dopoguerra).

## Storia di un diario segreto
L'autrice, che al momento dell'arresto frequentava l'ultimo anno delle scuole superiori, riuscì a far avere il diario – e altre sue piccole cose (tra cui una penna stilografica, una ciocca di capelli, alcune lettere e cartoline) racchiuse in una borsetta – al suo fidanzato, il fotografo Kee van den Berg; egli lo tenne nascosto come una reliquia fino alla morte, avvenuta nel 2004.
Il figlio Conrad lo ha poi fatto avere all'archivio storico di Tilburgo, che ne ha curato la pubblicazione nel marzo 2007.
Le circostanze in cui, nel giugno del 1943, prima di essere trasferita a Sobibór, la giovane fece avere il suo memoriale al fidanzato, sono rimaste - secondo David Barnouw, direttore dell'Istituto olandese per la documentazione di guerra (NIOD) - un enigma totale.

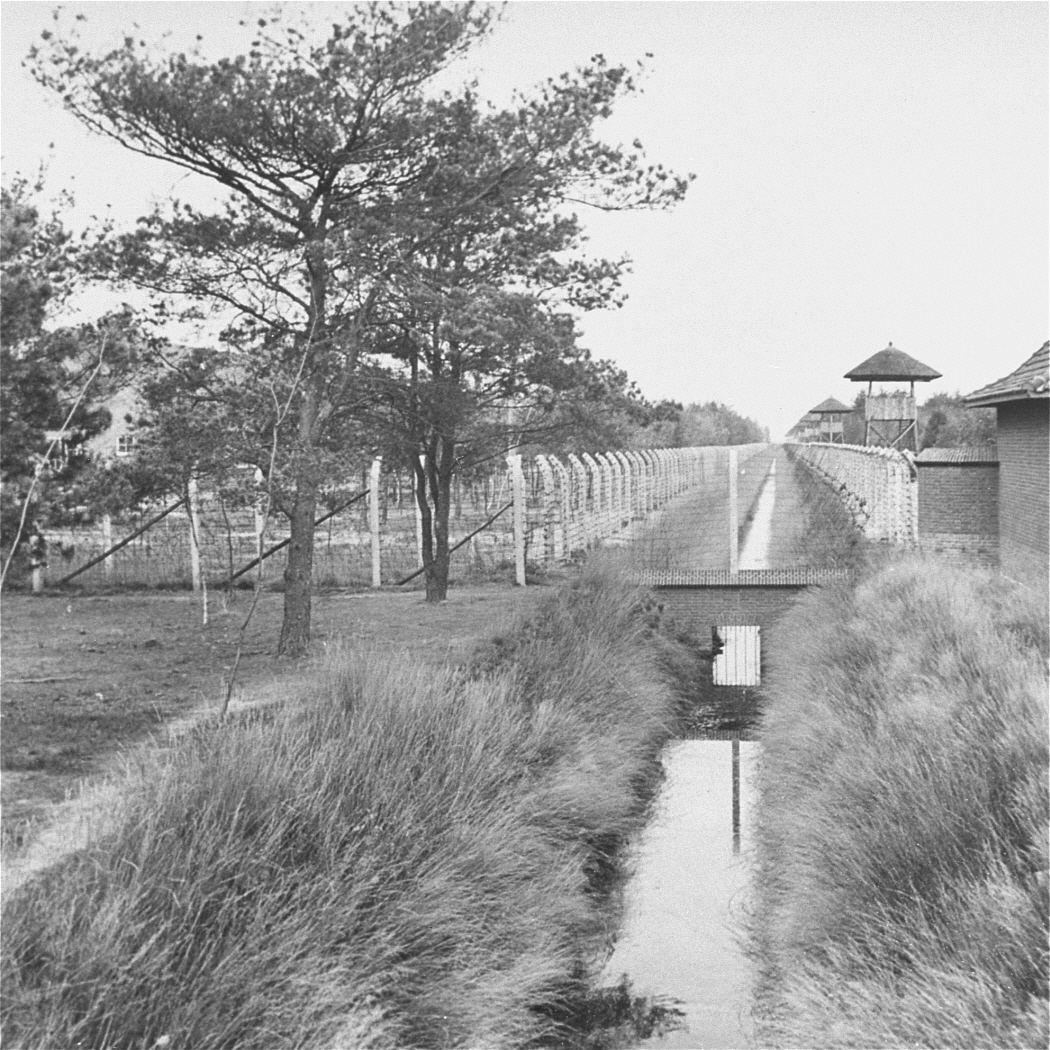
Il Kamp Vught nel 1945

La famiglia Deen - già sfrattata nel febbraio 1943 dalla propria casa di Pelgrimsweg 45, data in affitto ad un ispettore di polizia - il 1º giugno 1943 sulla base di una delazione fu deportata a Vught, per essere internata nel campo di concentramento di Herzogenbusch; un mese dopo avvenne il trasferimento in quello di Westerbork (presso Midden-Drenthe, lo stesso in cui fu reclusa Anna Frank) e, infine, quello nel campo di Sobibór, dove l'intera famiglia venne uccisa il 16 luglio.
Redatto in ventuno pagine di un quadernetto verde, il diario è stato pubblicato con il titolo Kamp Vught, dal nome della località in cui si trovava il campo di raccolta.
Il testo è scritto in un linguaggio semplice, diretto, ma in forma accorata, come inevitabilmente è immaginabile che sia nella scrittura di una giovane che si trovi di fronte ad un'esperienza drammatica e senza ritorno. In esso viene dato conto dei numerosi convogli di trasferimento carichi di donne e bambini verso i vari campi della Germania e della Polonia.

## Oltre il filo spinato
Dalle pagine, alcune delle quali corredate con disegni, affiorano le comprensibili paure di una giovane donna rispetto ad un domani privo di sbocchi, prossimo al compimento: dettagli di vita quotidiana all'interno del lager che restituiscono il disagio della vita in cattività (Oggi siamo stati "spidocchiati" e non possiamo uscire dalla baracca...), si intersecano con frammenti di ricordi sentimentali (Ho pensato a ieri notte, quando eravamo felici, distesi l'uno vicino all'altra, e guardavamo il cielo...). La speranza è precaria ma non ancora del tutto doma (Che condizioni spaventose ci sono qui. Sono distrutta, ma voglio andare avanti ... giorno per giorno vediamo la libertà al di là dei fili spinati).
L'ultimo pensiero, il 2 luglio, quando ormai Helga sta per essere definitivamente separata dai suoi familiari, e la loro sorte ormai segnata, lo dedica ai suoi affetti giovanili: la persona amata e due comuni amici (che appella come: Cari voi tre ...): Oggi è passato un mese (nota: dalla prima reclusione a Vught), che anniversario! ... È annunciato un nuovo trasferimento e ora tocca a noi. Poi, rivolgendosi evidentemente all'amato: Il diario riuscirai ad averlo... non ho più paura, non ci sono più sorprese spaventose, l'impossibile è diventato possibile.